# Punoljetnost
Punoljetnost označava navršavanje određenih godina života, pri čemu se stječe poslovna sposobnost, biračko pravo, pravo na vjenčanje, potpuna sloboda što se tiče uživanja alkohola, pušenja, gledanja svih televizijskih materijala, kockanja, stupanja u spolni odnos itd. U Hrvatskoj punoljetnost što se tiče poslovne sposobnosti, prava na vjenčanje, stupanja u spolni odnos te dostupnosti nekih televizijskih materijala i lakših alkoholnih pića može biti prijevremena (14 i 16 godina); dijete (0-13), stariji maloljetnik (14-17), mlađi punoljetnik (18-20), stariji punoljetnik (21 i više).
U vjerskom smislu kod judaista primjerice iznosi 12 godina za ženske, odnosno 13 za muške osobe.

## Punoljetnost po državama
Podatke treba uzeti s rezervom jer ne poima se u svim državama punoljetnost na isti način. Tako npr. u SAD-u punoljetnost iznosi 18, 19 ili 21 godinu (ovisno o saveznoj državi), ali se npr. pravo polaganja vozačkog ispita dobiva već sa 16 godina.

### 15
- Indonezija (za žene)
- Iran

### 16
- Kirgistan
- Turkmenistan
- Uzbekistan

### 17
- Gibraltar, UK
- Indonezija
- Salvador (za žene)
- Sjeverna Koreja
- Tadžikistan

### 18
- sve ostale, uključujući Hrvatsku

- u BiH 16 ako je maloljetnik oženjen ili ima djecu
- u Brazilu biračko se pravo dobiva sa 16 i može se u istoj dobi vjenčanjem postati punoljetnik
- u Hrvatskoj 16 ako se maloljetnik vjenča ili postane roditelj (uzima se u obzir mišljenje roditelja maloljetnika i Centra za socijalnu skrb)
- u Češkoj 16 u slučaju vjenčanja
- danskih 18 vrijedi još i za Farske Otoke i Grenland
- u Švicarskoj 16 u slučaju roditeljstva
- u Gvineji, Indoneziji, Paragvaju, JAR-i, Irskoj i Poljskoj prijevremena u slučaju vjenčanja
- u Rusiji prijevremena u slučaju vjenčanja i ako se maloljetnici bave poslovnim aktivnostima ili rade na ugovor o radu
- u Slovačkoj 16 u slučaju vjenčanja (traži se odobrenje maloljetnikovih roditelja)

### 19
- Alabama, SAD (prijevremena u slučaju vjenčanja)
- Alžir
- Kanada (Britanska Kolumbija, Newfoundland i Labrador, Nova Škotska, Novi Brunswick, Nunavut, Sjeverozapadni teritoriji, Yukon)
- Južna Koreja
- Nebraska, SAD

### 20
- Japan (počeli razgovori o sniženju na 18)
- Novi Zeland
- Tajland (prijevremena u slučaju vjenčanja)
- Tajvan
- Tunis

### 21
- Azerbajdžan
- Bahrein
- Bjelokosna Obala
- Burundi
- Čad
- Esvatini
- Kamerun
- Egipat
- Filipini
- Gvineja
- Honduras
- Lesoto
- Madagaskar (prijevremena u slučaju vjenčanja)
- Mississippi, SAD
- Monako
- Namibija
- Portoriko, SAD
- Singapur (samo za kockanje, glasovanje i vjenčanje)
- Ujedinjeni Arapski Emirati
- Zambija